# Yokan

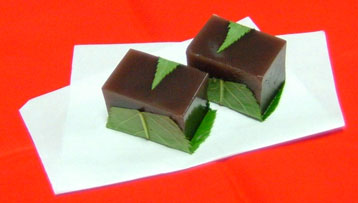

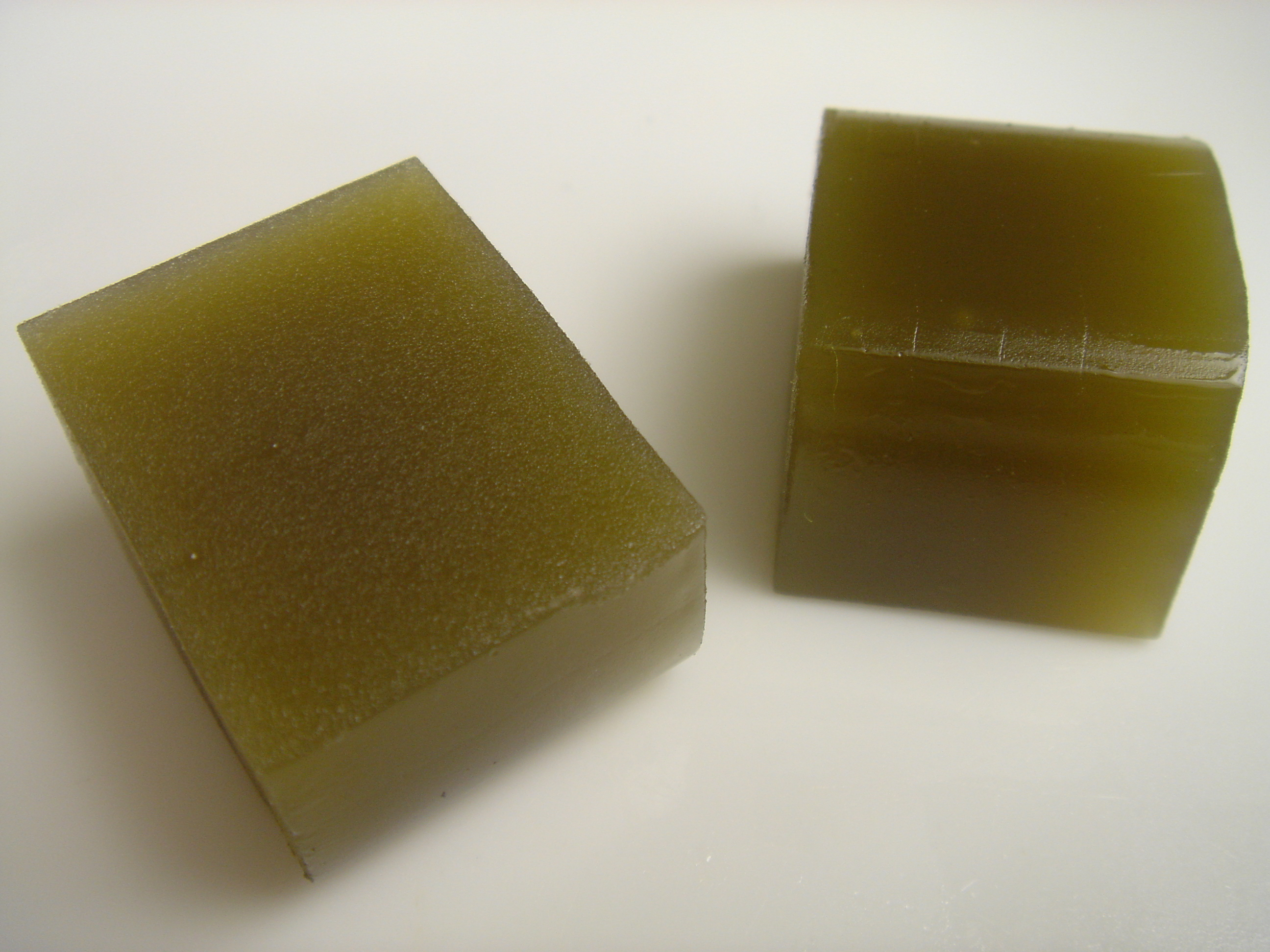
Cubos de yokan de chá verde

Yokan ou yōkan(羊羹) é uma sobremesa grossa e gelatinosa feita de feijão azuki, ágar-ágar e açúcar. Ele é geralmente vendido em uma forma de bloco e comido em fatias. Há dois tipos principais: neri yōkan e mizu yōkan. "Mizu" significa "água" e indica que ele é feito com mais água que o usual. O Mizu yōkan é geralmente refrigerado e comido no verão.

## Tipos
Embora a maioria do yokan encontrado no Japão e no exterior sejam geralmente feitos de feijão azuki, o yokan feito da pasta de feijão branco (しろあん, 白餡, shiro an) é relativamente comum. Este tipo de yokan é leitoso e translúcido com o sabor muito mais suave do que o feito com o azuki. Eles podem ser aromatizados e coloridos usando matcha.
O yokan também pode conter castanhas raladas caquis, feijão-azuqui adocicado, figos, batata-doce, entre outros. O açúcar pode ser substituído por mel, açúcar mascavo ou melaço para alterar o gosto do yokan produzido. Há também o  shio yōkan, que usa pequenas quantidades de sal.

## História
Originalmente um confeito chinês feito de gelatina da ovelha cozida, o termo é literalmente "geng de ovelha" (羊 ovelha + 羹 sopa grossa).
Ele foi introduzido no Japão por budistas zen nos períodos Kamakura e Muromachi, por volta de 1 191 d.C. Como o budismo proibe a matança, eles substituíram a gelatina animal por farinha de trigo e feijãos de azuki. O ágar veio a ser usado após ser descoberto durante o período Edo por volta de 1 800 d.C. Esta variação tornou-se a base do yokan moderno. um dos doces japones mais populares, ele evoluiu muito durante o período Edo]] visto que o açúcar se tornou mais disponível. Ele pode ser estocado por longos períodos de tempo sem refrigeração a menos que seja aberto, sendo também um artigo de presente.

## Fabricantes famosos
- Surugaya
- Toraya
- Tsuruya Hachiman
- 万寿家(天津)食品有限公司